# Histaminintolerans
Histaminintolerans er en fødevareintolerans som formodentligt 1-2 % af den europæiske befolkning er berørt af, heraf er 80% midaldrende. Da histaminintolerans viser sig ved mange forskellige symptombilleder som hoste, løbende næse, fordøjelsesproblemer, hovedpine eller eksem, bliver denne fødevareintolerans ofte overset eller først diagnosticeret på et sent tidspunkt. 
Histamin optræder naturligt i en række fødevarer. Kroppen udskiller i tarmkanalen enzymet diaminoxidase (DAO) som nedbryder biogene aminer, heriblandt histamin i fødevarerne. Så når man spiser en fødevare, som indeholder histamin, nedbrydes histaminet normalt i tarmkanalen, det optages derfor ikke fra tarmen og påvirker ikke kroppen.

## Histamins rolle i kroppen
Histamin er et amin som indgår i en række naturlige funktioner i den menneskelige organisme. I de rigtige mængder er histamin et livsvigtigt stof, og mange processer i kroppen ville ikke fungere uden histamin. Menneskekroppen producerer selv histamin, og det står altid klar til frigørelse i kroppen.
Histamin har følgende funktioner i kroppen:
- Det fremmer dannelsen af mavesaft
- Det fungerer som vævshormon og er væsentlig ved overførsel af impulser i nervesystemet
- Det spiller en vigtig rolle ved heling af sår og ved cellevækst
- Det har indflydelse på søvnrytmen
- Det har indflydelse på peristaltikken i tarmsystemet
- Det er med til at styre appetitten
- Det spiller en rolle ved regulering af kropstemperaturen, blodtrykket, smerteopfattelsen og dannelsen af hormoner
- Det kan udløse søsyge
- Ved en immunreaktion på allergene stoffer sker en eksplosionsagtig frigørelse i kroppen

Mest kendt er histamins rolle når det indgår som en del af en allergisk reaktion, hvilket kan medfører astma og åndenød, rødmen af huden, nældefeber, kvalme, opkastning, hovedpine og diarre.
Men nogle mennesker har af forskellige årsager et lavt niveau af enzymet diaminoxidase, og når de spiser for mange histaminrige fødevarer, får de ”allergilignende” symptomer som hovedpine, rødmen, diarre, opkastninger og mavesmerter. Dette kaldes histaminintolerans. Nogle studier har også vist sammenhænge mellem histaminintolerans og nældefeber, astma, løbenæse, eksem, angst og panikanfald.[kilde mangler]
Det formodes at ca 1-2% af den europæiske befolkning har histaminintolerans.[kilde mangler]  Ca 80 % af de histaminintolerante er kvinder og hos dem viser symptomerne sig ofte omkring 40 års alderen. Der kan derfor her være en sammenhæng med hormonændringerne i kroppen.

## Symptomer ved histaminintolerans
Symptomerne ved histaminintolerans er ofte en kombination af følgende:
Mave-tarm kanalen
- Diarre
- Diarre skiftende med normal tarmfunktion (Irritabel tyktarm)
- Kronisk forstoppelse
- Luft i maven, oppustethed
- Mavekramper
- Mavepine
- Kvalme
- Opkastninger

Symptomer ved hoved og ansigt
- Hovedpine, ofte migrænelignende
- Løbende næse og øjne, selvom der ikke er tegn på allergi
- Rødmen i ansigtet og/eller på brystkassen
- Periodisk svimmelhed
- Ekstrem træthed, en følelse af knock-out
- Quinkes Ødem (hævelser omkring øjne og læber, nogle gange omkring halsen)

Hud problemer
- Rødmen i huden, kløe
- Eksem
- Nældefeber (Urticaria)
- Akne (bumser)

Brystkassen
- Astma
- Hjertearytmi, så som hurtige hjerteslag eller uregelmæssige hjerteslag

 Specielt for kvinder
- Kraftige menstruationssmerter
- Histaminintoleranssymptomer forsvinder under graviditet og vender tilbage efter at barnet er født

Andre symptomer
- Kuldegysninger og rysteture
- Lavt blodtryk
- Kredsløbskollaps
- Pludselige psykiske ændringer (aggressivitet, uopmærksomhed, manglende koncentration)
- Søvnproblemer

## Diagnostik
Diagnosticering af histaminintolerans foretages normalt ved at patienten sættes på en histaminfattig diæt for et par uger, hvorefter det vurderes, om symptomerne er aftaget.
Behandlingen består i at undgå histaminholdige fødevarer. Det kan ofte hjælpe at tage en antihistamin ved symptomer.
Der findes tabletter med udtræk af diaminoxidase, men det er forskelligt fra person til person, hvor meget de hjælper.

## Eksterne kilder
- Laura Maintz og Natalija Novak: "Histamine and histamine intolerance" Am J Clin Nutr 2007;85:1185-96

- Yurdagül Zopf, Hanns-Wolf Baenkler, Andrea Silbermann, Eckhart G. Hahn, Martin Raithel:"The differential Diagnosis of Food Intolerance" Deutsches Ärzteblatt International 2009; 106(21):359-70

- Reinhart Jarisch: "Histamin-Intoleranz; Histamin und Seekrankheit" 176s, Georg Thieme Verlag, Stuttgart

- – Dansk hjemmeside og forum for folk med histaminintolerance